# Bernhard Stasiewski
Bernhard Stasiewski (né le 14 novembre 1905 à Rixdorf et mort le 1er juillet 1995 à Ittenbach,) est un prêtre catholique allemand, historien de l'Église et historien de l'Europe de l'Est.

## Biographie
Bernhard (Clemens) Stasiewski est l'aîné de 11 enfants. Ses parents sont originaires de Prusse-Occidentale ; son père est inspecteur du cimetière de Berlin-Neukölln pendant de nombreuses décennies. Stasiewski étudie le lycée Empereur-Frédéric à Neukölln, où il obtient son diplôme d'études secondaires en 1924. Candidat au sacerdoce à Breslau, il étudie la théologie et la philosophie catholiques à Breslau, est ordonné prêtre le 27 janvier 1929 et obtient son doctorat en théologie le 18 février 1929. Après avoir brièvement travaillé comme aumônier à Nauen et à Berlin, il étudie l'histoire, l'histoire de l'art et les études slaves à l'Université de Berlin. Il a déjà appris le polonais au séminaire, ce qui est nécessaire compte tenu de la pastorale dans les régions bilingues de Haute-Silésie et des saisonniers du Brandebourg et de la Poméranie-Occidentale.
En 1932, il obtint son doctorat avec une thèse intitulée "Untersuchungen über drei Quellen zur ältesten Geschichte Polens" (Recherches sur trois sources de l'histoire ancienne de la Pologne), ce qui correspond à ses domaines de recherche principaux, l'histoire de l'Église et des professionnels en Allemagne de l'Est et en Europe de l'Est. Ses études berlinoises le mettent en contact avec l'histoire des territoires allemands de l'Est et de l'Europe de l'Est. Il y a notamment entendu Otto Hoetzsch (de), spécialiste de la Russie, et Albert Brackmann (de), le nid de la "recherche allemande sur l'Est". En apportant la preuve de la première christianisation de la Pologne par la Bohême plutôt que par l'Allemagne, il s'oppose à la doctrine dominante de l'époque.
À partir de 1961, il est chargé de cours à la Faculté de théologie catholique de l'Université de Bonn et, en novembre 1962, il reprend la chaire nouvellement créée pour l'histoire de l'Église moderne et récente et l'histoire de l'Église d'Europe de l'Est. Depuis 1970, il est membre de la Commission historique pour la recherche d'État de Prusse-Orientale et Occidentale. Après sa retraite en 1974, il donne jusqu'en 1987 des conférences sur l'histoire de l'Église à l'Institut d'études pour vocations tardives Saint-Lambert (de) à Lantershofen jusqu'en 1987.